# Rio Ypané
O rio Ypané é um curso de água que banha o Paraguai. Serve como fronteira entre os departamentos de Concepción (ao norte) e Departamento de San Pedro, fluindo no sentido leste-oeste e tem sua foz no rio Paraguai.